# 斯图尔特·戴维斯
斯图尔特·戴维斯（英語：Stewart Davies，1955年4月22日—），澳大利亚男子草地滚球运动员。他曾代表澳大利亚参加1998年英联邦运动会草地滚球比赛，获得男子四人银牌。